# 長崎県道134号島原湊停車場線
長崎県道134号島原湊停車場線（ながさきけんどう134ごう しまばらみなとていしゃじょうせん）は、長崎県島原市を通る一般県道である。

## 概要
島原市津町から島原市広馬場に至る。島原鉄道線 島原船津駅と国道251号を結ぶ。
島原船津駅は1960年（昭和35年）までは「島原湊駅」と呼ばれており、名称はその名残りとなっている。島原湊駅近くにあった島原港（現在の島原内港）は、かつては島原の海の玄関口として栄えていたが、大型船が入るには手狭だったため1959年（昭和34年）に島原外港が整備され主要港としての機能はそちらに移り、現在は漁港としての機能を残すのみである。

### 路線データ
- 起点：島原市津町（島原鉄道線 島原船津駅前）
- 終点：島原市広馬場町（国道251号交点）
- 総延長：213 m

## 地理

### 通過する自治体
- 島原市

### 交差する道路
| 交差する道路 | 交差する場所 | 交差する場所 |
| ------------ | ------------ | ------------ |
| 国道251号    | 広馬場町     | 終点         |

### 沿線
- 島原鉄道線 島原船津駅